# Штањел
Штањел (словен. Štanjel, итал. San Daniele del Carso) је насељено место у општини Комен, Обално-крашка регија, Словенија.

## Историја
До територијалне реорганизације у Словенији био је у саставу старе општине Сежана.

## Становништво
У попису становништва из 2011. године, Штањел је имао 349 становника.
| Број становника према пописима | Број становника према пописима | Број становника према пописима |
| ------------------------------ | ------------------------------ | ------------------------------ |
| 1991                           | 2002                           | 2011                           |
| 321                            | 340                            | 349                            |

## Галерија
- тврђава
- детаљ на тврђави
- железничка станица